# والتر بويس
والتر بويس هو مهندس كندي، ولد في 29 أكتوبر 1946 في أوتاوا في كندا.

## روابط خارجية
- والتر بويس على موقع eWRC-results.com (الإنجليزية)